# Нова Синагога (Дюссельдорф)
Нова Синагога (нім. Neue Synagoge) — єдина синагога єврейської громади у місті Дюссельдорф, Німеччина. Синагога була побудована в районі Гольцгайм, далеко від території колишньої синагоги, яка була розташована в центрі міста на Kasernenstraße. Стара синагога була розграбована і спалена загонами СА під час кришталевої ночі 1938 року.
Синагога має близько 400 місць (250 чоловіків, 150 жінок на емпорах).
3 жовтня 2000 року синагога була закидана пляшками із запальною сумішшю. З тих пір біля синагоги був встановлений постійний поліцейський пост.